# Mistrz Ducha Świętego
Mistrz Ducha Świętego (fr. Maître du Saint-Esprit, en. Master of the Holy Ghost) – anonimowy iluminator francuski tworzący na przełomie XIV i XV wieku.
Anonimowy ilustrator był autorem kilku miniatur w średniowiecznym kodeksie iluminowanym zwanym Très Belles Heures de Notre-Dame. Jego prace, znane również jako Ręka D powstały około roku 1405 i były zbliżone stylistycznie do prac braci Limbourg. Był autorem lub współautorem dwunastu dużych iluminacji w Godzinkach Świętego Ducha; drugim anonimowym mistrzem, autorem czterech miniatur mógł być Mistrz Jana Chrzciciela
Według amerykańskiego historyka sztuki Milarda Meissa jest autorem miniatur:

- Chrzest Chrystusa (Ilustracja. 19, s. 162), Biblioteka Narodowa Francji, Paryż
- Zmartwychwstanie (Il. 39 s. 169), Biblioteka Narodowa Francji, Paryż, (ms. nouv. acq. lat. 3093 p. 169)
- Rozproszenie Apostołów (il. 110), Biblioteka Narodowa Francji, Paryż, (ms. nouv. acq. lat. 3093 p. 178)